# Cissa de Sussex

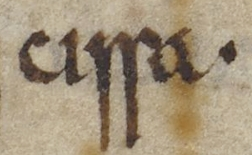
Cissa escrito en un codex antiguo en su letra original.

Cissa (/ˈtʃɪsɑː/) participó en una invasión anglosajona que desembarcó con tres barcos en un sitio llamaron Cymenshore en el año 477. La invasión estuvo dirigida Cissa, su padre llamado Ælle y sus dos hermanos. Se dice que lucharon contra los britanos de la zona. Su conquista de lo que posteriormente sería Sussex (Inglaterra) continuó con la Batalla de Mecredesburne (485) y Pevensey en 491, en la cual se dice que murió hasta el último britano presente.
La fuente principal para esta historia es la Crónica anglosajona, una serie de escritos en el idioma anglosajón. La Crónica Anglosajona fue escrita en el reinado de Alfred el Grande, es decir, alrededor de 400 años después del desembarco en Cymenshore. Uno de los propósitos de la crónica era proporcionar las genealogías de los reyes de Wessex. A pesar de que muchos los hechos proporcionados por la crónica pueden ser verificados, la historia de fundación de Sussex implicando a Ælle y a sus tres hijos no. Se sabe que los anglosajones se asentaron en el la zona oriental de Sussex durante el siglo V, pero se desconoce dónde Cymenshore probablemente se situó.
La ciudad de Chichester, cuyo nombre es el primero mencionado en la Crónica anglosajona (895), es presuntamente nombrado después de Cissa.

## Confirmación histórica
Según la Crónica anglosajona, Cissa es uno de los tres hijos de Ælle, quién en el año 477 llegó a un sitio llamado Cymenshore (se ha pensado que estuvo en el área de Selsey, Reino de Sussex). Las crónicas afirman que Ælle y sus 3 hijos participaron en tres batallas. La primera fue la Batalla de Cymenshore en 477, la segunda fue la Batalla de Mecredesburne en 485 y la tercera en Pervensey (491), en la cual murieron todos los britanos. La Crónica anglosajona fue originalmente compilada en Winchester, capital de Wessex, y completada en 891. Fue entonces cuando se distribuyó a varios monasterios del país para ser copiados. Las versiones diferentes eran entonces actualizadas periódicamente. La crónica cuenta la historia anglosajona desde mediados del siglo V, hasta 1154. Antes de la Conquista normanda de Inglaterra los manuscritos habían sido principalmente escritos en idioma anglosajón, mientras que luego de la conquista se comenzaron a escribir en latín. La Crónica se escribió durante el reinado de Alfred el Grande, cerca de 400 años después de Cissa, haciendo que la exactitud de los acontecimientos y las fechas estén consideradas como cuestionables. Las fuentes para los escritos del siglo V son oscuras, aun así un análisis del texto demuestra algunas convenciones poéticas, así que probablemente estuvieron derivados de una tradición oral, como sagas en forma de poemas de épica. La Crónica anglosajona estuvo encargada por varias razones, como la de informar acerca de la genealogía de los reyes de Wessex, mostrando aspectos positivos. El Reino de Sussex, fundado por Ælle, estuvo absorbido a Wessex durante el reinado de Egbert de Wessex.
No se ha encontrado evidencia arqueológica para certificar la existencia de Ælle y la de sus tres hijos en el área de Selsey o en Chichester. La ausencia de cementerios pertenecientes a los primeros anglosajones en el área de Chichester indica que los sajones llegaron allí cien años después que Ælle; Algunos han propuesto que Chichester tuvo una región independiente de los britanos (conocido como Britania posromana) a finales del siglo V, aun así no hay ninguna evidencia arqueológica para apoyar aquella hipótesis. Además, sólo dos objetos pertenecientes a los primeros anglosajones han sido encontrados al oeste del Río Arun y pueden datados al sexto siglo. Uno de aquellos objetos era un broche largo y pequeño encontrado en un cementerio Romano, situado en St. Pancras (área de Chichester). Su aislamiento infiere que perteneció a una mujer sajona que vivió y murió en una comunidad de britanos, más que en un poblamiento sajón.
No hay fuentes escritas anglosajonas que afirmen que Cissa fue alguna vez rey. El cronista de siglo VIII Beda declaró que Ælle fue el primer rey en haber tenido un "imperium" sobre otros reinos anglosajones, pero hace no menciona a los hijos de Ælle. La fuente más temprana que declara que Cissa fue rey pertenece al cronista anglo-normando Enrique de Huntingdon, quién escribió entre 1130 y 1154, y  que claramente utilizó su imaginación para cubrir las brechas existentes en la historia. Mucha de su información proviene de Bede. El cronista del siglo XIII, Roger de Wendover utilizó el trabajo de Henry como su fuente principal, siendo probable que tanto Enrique como Roger tuvieran acceso a manuscritos y a fuentes orales ahora perdidas en historia. Gracias a ambos autores se supone que Ælle fue sucedido por Cissa, estando también acreditada la fecha de la sucesión. Roger de Wendover incluso llegó a proporcionar la fecha de la muerte de Cissa, dato ausente hasta entonces. La fecha de su muerte era 590. Si Cissa llegó a Gran Bretaña en 477, tendría que haber muerto con 123 años. Una sustitución de 'muerto en 590, por 'muerto a los 90' resolvería este error.  Kirby & Williams observó " parece muy improbable que estos escritos pertenecientes a crónicas medievales tardías proporcionara una base certera para una reconstrucción histórica".

## Evidencia de nombres de lugares
La primera parte de la Crónica anglosajona contiene frecuentemente epónimos.  En la crónica escrita en 477 los hijos de Ælle se llaman Cymen, Wlenking, y Cissa. Estos tres nombres oportunamente están relacionados con un sitio antiguo o con el nombre de un lugar existente. Cymenshore, el sitio donde la invasión comenzó, es nombrado después de Cymen, Lancing (Sussex occidental) después de Wlenking y Chichester después de Cissa. Posiblemente los nombres de los hijos de Ælle estuvieron derivados del nombre de aquellos lugares; o quizás los nombres de aquellos lugares derivaron de las leyendas sobre ellos (los hijos de Ælle).